# Loud
Loud é o quinto álbum de estúdio da artista musical barbadense Rihanna. Foi lançado em 12 de novembro de 2010 pelas gravadoras Def Jam e SRP Records. Foi gravado entre fevereiro a agosto de 2010, durante os intervalos da turnê Last Girl on Earth Tour e as filmagens de seu primeiro longa-metragem, Battleship (2012). Rihanna continuou a trabalhar com seu produtor de longa data L.A. Reid na produção executiva de Loud e juntos desenvolveram material com vários outros produtores musicais, incluindo Stargate, Sandy Vee, The Runners, Tricky Stewart e Alex da Kid. A obra apresenta a participação de vários artistas como convidados especiais, incluindo os rappers Drake, Nicki Minaj e Eminem, que está na sequência de "Love the Way You Lie", intitulado "Love the Way You Lie (Part II)". A cantora americana Britney Spears também foi destaque no remix de "S&M", quando foi oficialmente lançado como single, embora ela não apareça em nenhuma das versões do álbum.
O álbum difere do projeto de estúdio anterior de Rihanna, tanto em termos de sonoridade quanto de conceito. Em Rated R (2009) a musicista inseriu temas sombrios e raivosos na obra e apresentou canções fortemente influenciadas por hip-hop e rock. Entretanto, em Loud, todas as músicas são rápidas e retornam ao estilo sonoro limpo e otimista, com uma variedade de gêneros musicais, que perpassa do R&B ao dance-pop, contendo elementos de rock e hip hop em sua composição, prestando também homenagem à herança caribenha da artista com a inserção de reggae e dancehall; esse último, um gênero de destaque em seus dois primeiros álbuns de estúdio, Music of the Sun (2005) e A Girl like Me (2006). Além do conteúdo lírico, que aborda temas como relacionamentos amorosos, traição, práticas sexuais entre outros.
Loud recebeu análises geralmente mistas de críticos musicais especializados, os quais prezaram seu conteúdo otimista e as performances vocais da artista, enquanto outros afirmaram que, embora as músicas fossem sólidas, elas não soavam coesas umas com as outras. Foi igualmente bem recebido no campo comercial, atingindo o topo das tabelas do Canadá, Reino Unido e Suíça. Sua estreia no topo da estadunidense Billboard 200, com 207 mil unidades, tornou-se a maior venda na semana de estreia da carreira da artista até a época. De acordo com a International Federation of the Phonographic Industry (IFPI), Loud foi o oitavo álbum mais comercializado em todo mundo no ano de 2011. Desde o seu lançamento, o trabalho já vendeu mais de 8 milhões de exemplares globalmente.
Seis singles foram produzidos a partir do álbum, incluindo os sucessos internacionais "Only Girl (In the World)", "What's My Name?" e "S&M". Todos os três lançamentos alcançaram o número um na Billboard Hot 100. "S&M" foi a décima música número um de Rihanna no país, tornando-a quarta artista solo com mais canções que lideraram a tabela, feito que a igualou à Janet Jackson naquele momento. "Only Girl (In the World)" ganhou um prêmio Grammy de Melhor Gravação de Dance em fevereiro de 2011; além disso, o álbum foi indicado a mais três categorias da mesma premiação, incluindo a de Álbum do Ano. Para a divulgação de Loud, a artista se apresentou em vários programas, premiações e iniciou sua terceira turnê, a Loud Tour, que percorreu diversos países da Europa e Américas durante o segundo semestre de 2011.

## Antecedentes

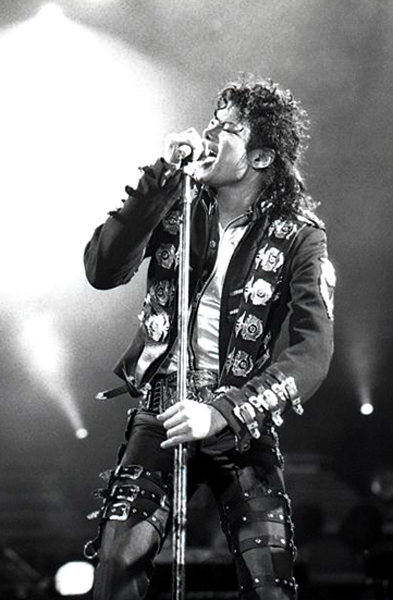
O vice-presidente da gravadora Def Jam, Bu Thiam, comparou Loud com o álbum Thriller (1982), de Michael Jackson (foto).

Após ser vítima de violência doméstica por parte de seu então namorado, o cantor Chris Brown, Rihanna lançou seu quarto álbum de estúdio, Rated R (2009). O disco veio repleto de temas sombrios e raivosos em seu conteúdo lírico, possivelmente influenciados pelo conflito vivido pela intérprete em sua vida pessoal. Rated R foi um sucesso comercial e extraiu cinco singles, sendo um deles "Rude Boy" que liderou as paradas dos Estados Unidos. Quase meio ano após seu lançamento, foi revelado que a barbadense estava planejando lançar seu disco seguinte. Ela disse que seu novo material seria mais enérgico e diferente do anterior. Erik Hermansen, da equipe de produção musical Stargate, falou sobre como o conceito do novo trabalho, alegando que Rihanna foi até eles antes de começar a gravar "Only Girl (In the World)" e disse: "Sinto-me muito bem comigo mesma agora. Quero me divertir novamente, quero fazer músicas felizes e agitadas".
Em março de 2010, o produtor Sean Garrett confirmou que Rihanna estava trabalhando em um novo material, revelando que seria "um ótimo disco para o rádio", mais alinhado com lançamentos anteriores, como "Umbrella" e até mesmo o último single da cantora, "Rude Boy". Em junho de 2010, Garrett afirmou que o projeto teria um som "mais divertido e feliz", semelhante ao single "Pon de Replay", e que as músicas nas quais trabalharam juntos seriam "otimistas e explosivas", bem como "pesadas para boates". Em uma entrevista à MTV UK, o vice-presidente da Def Jam, Bu Thiam, afirmou que o próximo álbum de Rihanna poderia ser semelhante ao aclamado Thriller (1982), de Michael Jackson: "Rihanna progrediu [musicalmente] incrivelmente. Estou tentando empurrá-la para o ponto em que cada música [do álbum] seja um sucesso do número um ao número 12. Estou dizendo NÃO aos preenchimentos de álbum. Nosso parâmetro para este disco é Thriller de Michael Jackson". Thiam continuou dizendo que a barbadense tinha ideias visuais para cada música: "Isso me deu a sensação de um álbum atemporal".

## Gravação e produção

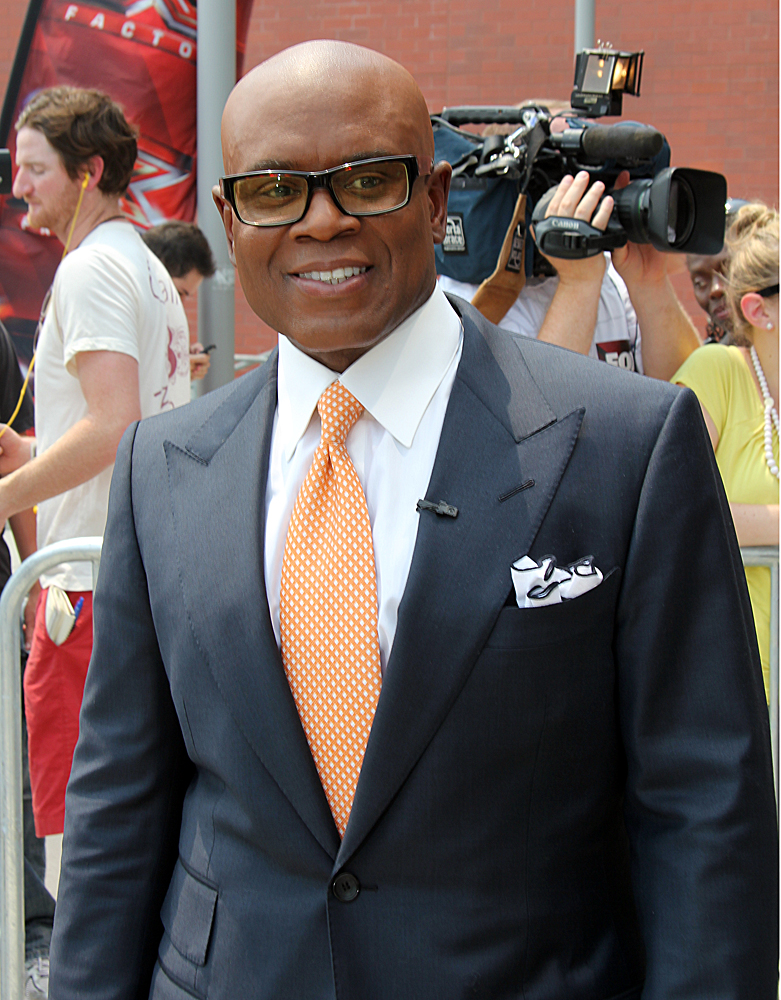
L.A. Reid assina a produção executiva de Loud ao lado da intérprete.

As sessões de gravação de Loud começaram em fevereiro de 2010 e continuaram por um período de seis meses, durante os intervalos da turnê Last Girl on Earth Tour, bem como durante as filmagens do filme Battleship, e concluídas em agosto do mesmo ano. Para conceber as faixas do projeto, A Def Jam recrutou um grupo de compositores e produtores musicais, que deveriam desenvolver o máximo de material num prazo de duas semanas: eles escreveram aproximadamente 200 canções, das quais onze integram a versão oficial da obra. Para isso, a Def Jam alugou dez estúdios de gravação em Los Angeles. Ray Daniels, gerente da dupla musical Rock City, esteve presente durante as sessões e afirmou que o aluguel teve um custo diário de 25 mil dólares. Ele também revelou que durante um momento do processo de criação das faixas, os compositores tinham letras mas não tinham músicas e quando os produtores tinham músicas, não tinham as letras.
Loud foi gravado em vários estúdios de gravação em todo o mundo, incluindo os The Village e Westlake Recording em Los Angeles, Platinum Sound Recording e Roc the Mic ambos em Nova Iorque e The Bunker em Paris. Os compositores e produtores Taio Cruz, Alex da Kid, Sean Garrett,Ne-Yo, Rico Love, Timbaland, Shontelle, David Guetta, e Drake contribuíram para a obra. Em setembro de 2010, durante uma conversa em seu site de fãs, Rihannadaily.com, a cantora falou sobre como o projeto foi realizado:

"Eu terminei de gravar o álbum inteiro. Fiz questão de não decepcioná-los com a minha música. Vocês sempre me apoiam, então agora vocês terão algumas músicas muito boas que recompensam isso. Eu não queria voltar e refazer o que foi feito em Good Girl Gone Bad. Eu queria dar o próximo passo na evolução da minha carreira, e é perfeito para nós".

A compositora Ester Dean, que já havia colaborado com Rihanna em "Rude Boy", observou que um dos pontos fortes da cantora durante o processo de gravação foi que "ela não tenta soar como você; ela soa como ela mesma. Ela não entra lá tentando vencer você cantando sua música. Ela entra lá e diz: 'Vou cantar essa música porque eu a amo'". Depois que a artista apresentou para o canadense Drake uma gravação completa de "What's My Name?", a cantora percebeu que ele conseguia entender a melodia da música, então ela o convidou para participar da faixa, o que o rapper concordou em fazer. A colaboração entre Rihanna e Drake foi originalmente planejada para ser lançada como uma versão remix, mas acabou sendo decidida como a versão original.

## Estrutura musical

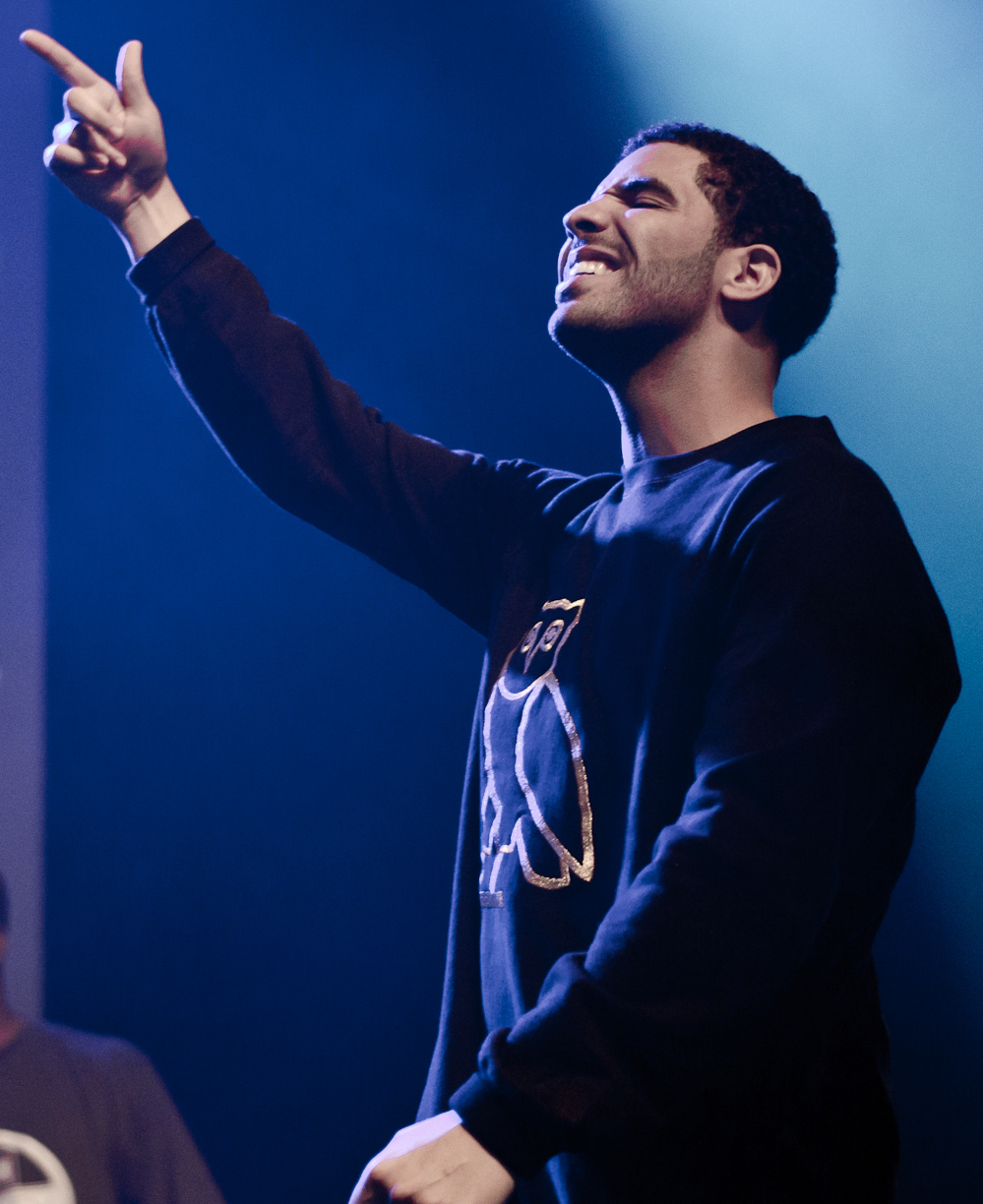
O rapper canadense Drake fez participação nos vocais e no vídeo musical de "What's My Name?".

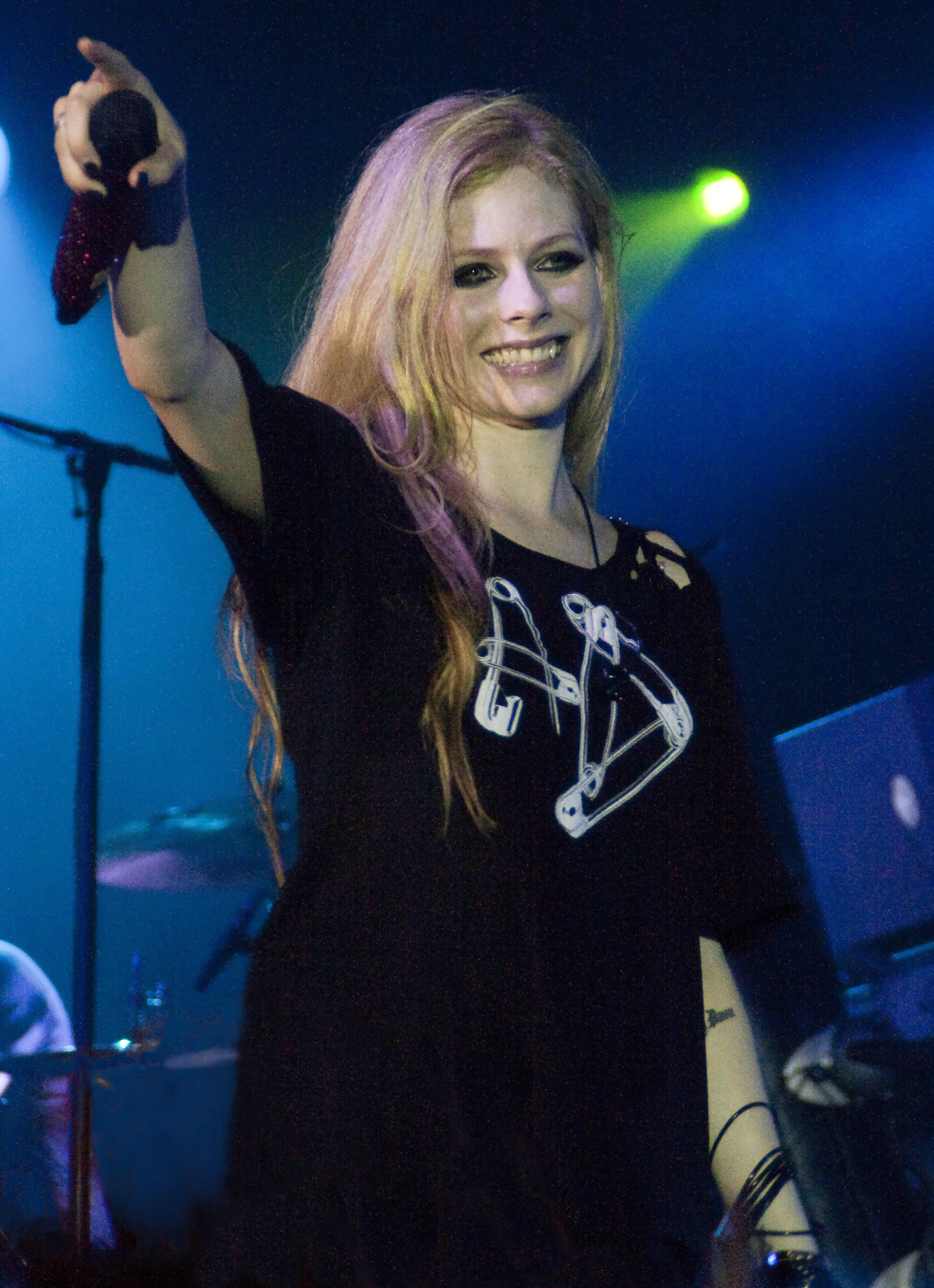
A cantora canadense Avril Lavigne está entre os artistas que aparecem no video musical de "Cheers (Drink to That)". A faixa apresenta amostras da canção dela, "I'm With You" (2002).

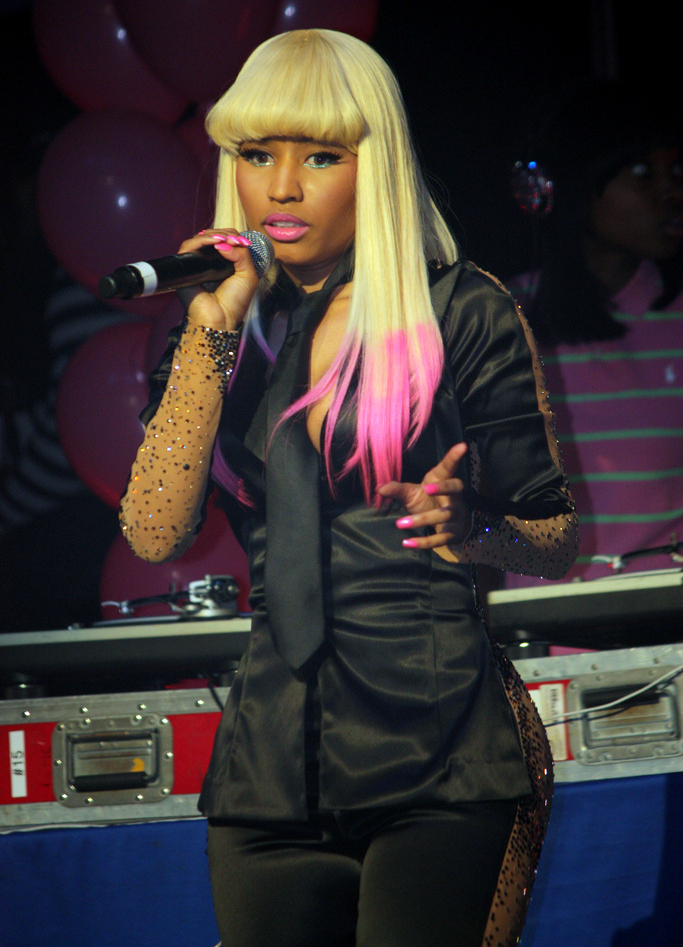
A rapper trinitário-tobagense Nicki Minaj participa de "Raining Men".

Em termos de estilo musical, Loud é considerado um afastamento notável do trabalho anterior de Rihanna, tanto em termos de sonoridade quanto de conceito. Em Rated R, lançado em 2009, a musicista inseriu temas sombrios e raivosos na obra e apresentou canções fortemente influenciadas por hip-hop e rock. Em vez disso, Loud marca o retorno da artista ao gênero dance pop de adamento acelerado, incorporando também gêneros inspirados pela música do Caribe presente nos trabalhos anteriores de Rihanna, especificamente Music of the Sun (2005) e A Girl Like Me (2006). O jornalista do Consequence of Sound, Ryan Burleson avaliou que Loud é "um disco vibrante de R&B e dance-pop que não parece nem simples nem exagerado, atingindo um equilíbrio tão inteligente quanto se pode atingir na atual indústria musical de excessos". Em uma entrevista à MTV, Rihanna disse: "Eu queria que as músicas tivessem a vibração do Caribe, que só eu poderia fazer e não um disco de pop que Kesha, Lady Gaga ou Katy Perry fariam". Durante a promoção do disco, a cantora disse que grande parte das músicas nasceram de sua frustração, explicando: "Quando você vai a uma boate e tem que ouvir música ruim, não tem outra escolha a não ser se jogar no álcool, porque quer se divertir. Eu odeio ter que ficar pulando de faixa. Eu queria fazer um álbum, no qual você pudesse apenas curtir".
A canção que abre a obra, "S&M", é uma faixa do gênero eurodance, produzida pela equipe de produção norueguesa Stargate em parceria com o músico Sandy Vee. Contém, em sua composição musical, amostras da canção "Master and Servant" gravada pela banda britânica Depeche Mode. Liricamente a faixa trata de assuntos como o sexo, sadomasoquismo, bondage e fetiches BDSM, além de retratar fantasias sexuais e a excitação do parceiro. Durante o refrão, Rihanna interpreta "friamente" os versos: "Porque eu posso ser má, mas eu sou muito boa nisso / Sexo no ar, eu não me importo, eu amo o cheiro". Em uma análise publicada pelo Allmusic, Andy Kellman enalteceu a faixa como uma das melhores canções de estilo dance-pop contidas em Loud, de modo que faz um balanço eficiente, mas percebeu que não era tão bom quanto "Rude Boy", single de seu álbum anterior. No entanto, James Skinner, em sua análise da faixa para a BBC Music, criticou o uso de temas sadomasoquistas em suas letras, que segundo ele não eram sinônimos de flerte. A segunda faixa de sequência da obra, "What's My Name?", também foi produzida pela equipe Stargate e contém versos de rap executados por Drake. Musicalmente, funde elementos proeminentes do electro ao R&B. A composição marca o retorno de elementos de ritmos do Caribe as obras da musicista, algo anteriormente explorado por ela em seus primeiros lançamentos. A letra incorpora temas como o "romance" e o "sexo". Os críticos de música enalteceram a natureza romântica presente na canção, bem como seus tons sexuais.
"Cheers (Drink To That)" foi produzida pela dupla de produção, The Runners. Sua composição, de tempo moderado, deriva-se do pop rock e incluí demonstrações da canção "I'm With You" (2002), gravada pela canadense Avril Lavigne. Foi considerada, liricamente, uma canção festiva com múltiplas referências a bebidas alcoólicas, como o uísque Jameson Irish Whiskey. Mark Savage, da BBC Music, descreveu-a como "um pedaço de guitarra groove para a uma noite na cidade, que Rihanna dedica a todos os semi-alcoólicos no mundo". Segue-se, então, "Only Girl (In The World)", a terceira faixa presente no disco cuja produção é assinada por Stargate. Musicalmente, integra o dance-pop à elementos de eurodance. Em termos líricos, aborda o ponto de vista de uma mulher que exige que o seu amante lhe dê toda a atenção que ela deseja, como se fosse a única mulher existente no mundo, exemplificando com versos como; "Quero que você faça me sentir como se eu fosse a única garota do mundo / Como se eu fosse a única que você sempre amará / Como se eu fosse a única que conhece o seu coração". Brad Wete, crítico da revista Entertainment Weekly, escreveu que a intérprete canta com uma voz sedutora e remete a uma versão mais forte e sexy de seu single de "Don't Stop the Music" (2007).
"California King Bed", sexta música de Loud, é uma balada pop rock de ritmo médio com uso proeminente de guitarra elétrica, que fala sobre a deterioração de um relacionamento até seu término. Em uma análise publicada no Pitchfork Media, Ryan Dombell comentou que a obra é um tipo de balada semelhante a "I Don't Want to Miss a Thing" do Aerosmith, feita para trilhas sonoras. Em "Man Down", Rihanna explora seu sotaque caribenho em um electro-reggae, com letras que retratam uma mulher contando para sua mãe que atirou em um homem na Estação Central. "California King Bed" foi produzido por The Runners, enquanto "Man Down" foi produzido pela produtora Shama Joseph em parceria com Kuk Harrell. "Raining Men", a oitava canção de Loud, contém versos de rap executados pela rapper trinitário-tobagense Nicki Minaj. Musicalmente, é uma canção de tempo moderado que incorpora elementos de estilo hip-hop, sob a produção assinada por Mel & Mus. De acordo com Jon Pareles, do The New York Times, liricamente a música concentra-se em Rihanna e Minaj "cantando sobre uma infinita oferta de homens disponíveis" em letras como: "Meninas, não se preocupem porque têm muito mais deles / Eles estão caindo como chuva, então não vamos ficar sem".
A seguinte, "Complicated", foi produzida por Tricky Stewart e Ester Dean. A canção foi descrita como um "dance-pop limpo e afiado, apoiado por uma densa batida de hip-hop" e apresenta uso de sintetizadores e "explosões crepitantes" de percussão e bateria. A intérprete canta sobre as complicações de um relacionamento, e também como o protagonista pode sofrer mudanças de humor, em que seus sentimentos frequentemente mudam em relação ao amante. A penúltima música do disco, "Skin", é uma canção de tempo moderado que deriva-se do R&B e que incorpora elementos de soft rock, dance-pop e dubstep. "Skin" possui baixo, sintetizadores e uma guitarra elétrica em sua instrumentalidade. Thomas Conner, do Chicago Sun-Times, notou que nas letras da canção a cantora "brinca com o seu homem" e "o deixa excitado", dando como exemplo o fragmento da melodia "você já esperou tempo demais", antes de instruir: "Não se segure, você sabe que eu gosto com força". O álbum conclui-se com a sequência do sucesso mundial, "Love the Way You Lie", de Eminem e Rihanna. "Love the Way You Lie (Part II)", foi produzido por Alex da Kid e apresenta a barbadense como principal vocalista. A faixa visualiza aspectos de um relacionamento da perspectiva feminina, em oposição ao original, que apresentava Eminem como vocalista principal e abordava a perspectiva masculina.

## Arte e lançamento
Rihanna revelou o título do álbum em 7 de setembro de 2010, e a arte da capa em 28 de setembro de 2010. Em 25 de outubro, ela anunciou a lista oficial de faixas, que incluía um total de 11 músicas. A Def Jam e a SRP Records lançaram Loud pela primeira vez em 12 de novembro de 2010, e nos Estados Unidos em 16 de novembro. A obra tem quatro edições físicas diferentes no total: uma edição padrão de um CD; Edição deluxe em embalagem digipak com bônus do documentário The Making of Loud em formato DVD; A Couture Edition inclui uma edição deluxe do projeto com uma capa litográfica premium e um box com uma capa transparente e um álbum de fotos em tamanho real; a edição Ultra Couture, que Rihanna abriu para pré-encomenda em 29 de outubro, inclui uma versão deluxe de Loud assinada por ela e um download digital das faixas. Além da versão de "Love the Way You Lie" em colaboração com Eminem que está incluída em todas as versões, a versão solo para piano de "Love the Way You Lie (Parte II)" está disponível exclusivamente na iTunes Store. A versão japonesa foi lançada em 19 de janeiro de 2011 e incluiu duas versões remix adicionais de "Only Girl (In the World)". O formato em vinil foi liberado oficialmente em 7 de abril de 2017. Em setembro de 2010, durante um bate-papo na web em seu site de fãs Rihannadaily.com, Rihanna anunciou que o álbum se chamaria Loud, justificando: "Todo mundo fica agitado, fica louco, fica empolgado, porque estou animada. Apenas serei eu mesma, porque é isso que vocês mais amam, e é isso que me faz sentir melhor. O simples fato de ser normal e normal para mim é agitado, divertido, paquerador e enérgico". Enquanto a cantora estava no set de filmagens do Battleship, ela explicou em uma entrevista ao portal Entertainment Tonight, sobre o nome, dizendo: "Loud, sem dúvida reflete a atitude dele, é muito ousado, paquerador e atrai a atenção, é por isso que eu gostei. Leva vocês a uma jornada muito interessante. Essa é a cor do álbum". Em uma entrevista para o rapper Kanye West em novembro de 2010, Rihanna também disse que, como o álbum é realmente divertido, expressivo e rebelde com músicas cativantes, é uma palavra perfeita para simbolizar isso.
A foto da capa de Loud apresenta um close-up de Rihanna com os ombros levantados. Ela exibe cabelos vermelhos, olhos fechados e lábios levemente entreabertos com batom vermelho. Em seu pescoço há uma tatuagem que diz "rebelle fleur". Abaixo está a palavra "LOUD" escrita bem distante e marcando a primeira vez que a artista não exibiu seu nome na capa de um álbum seu. O fundador da revista Rap-Up, Devin Lazerine, a elogiou por repaginar seu visual para as fotos do trabalho, enquanto Bill Lamb, do About.com, sentiu que a imagem era "incrível". O encarte do projeto também a exibe de topless. Katy Hall, do HuffPost, comentou que, embora a música da cantora seja questionável, seus "seios incríveis e cabelo ruivo sexy" facilmente atraem a atenção de todos, mesmo quando o álbum é "sem sentido" ou com excesso de Auto-Tune.

## Crítica profissional
| Críticas profissionais | Críticas profissionais |
| Pontuações agregadas   | Pontuações agregadas   |
| Fonte                  | Avaliação              |
| ---------------------- | ---------------------- |
| Metacritic             | 67/100                 |
| Avaliações da crítica  |                        |
| Fonte                  | Avaliação              |
| AllMusic               | [ 25 ]                 |
| The A.V. Club          | B–                     |
| Entertainment Weekly   | A–                     |
| The Independent        | [ 70 ]                 |
| Los Angeles Times      | [ 71 ]                 |
| NME                    | 7/10                   |
| Pitchfork              | 7.6/10                 |
| Rolling Stone          | [ 72 ]                 |
| Slant Magazine         | [ 24 ]                 |
| Spin                   | 8/10                   |

Em geral, Loud foi recebido com opiniões positivas por críticos especializados em música contemporânea. O agregador de resenhas Metacritic deu ao álbum uma pontuação 67, o que indica "em geral, opiniões favoráveis" com base em 22 avaliações recolhidas, no qual dez foram mistas e doze foram positivas. Revisando o trabalho para o jornal The New York Times, Jon Pareles percebeu um "cálculo hermético e legal" na obra, escrevendo que ele foi "trabalhado com os aparelhos pop tão bem quanto qualquer outro álbum deste ano, mantendo a essência de Rihanna". Leah Greenblatt, da revista eletrônica Entertainment Weekly, comentou que Loud mostra a cantora "invicta em suas piores circunstâncias — e encontra redenção exatamente no tipo de fórmula pop que a tornou famosa". Em sua revisão para o jornal The Boston Globe, James Reed chamou a obra de "um retorno descarado as pistas de dança: de onde Rihanna pertence" e afirmou: "Como se estivesse se libertando das profundezas, ela é uma fortaleza nessas 11 canções". Stacey Anderson, em sua análise para a revista Spin, elogiou a "plena e saudável reivindicação de sua sexualidade" feita pela artista em Loud e escreveu que há nele "um etos feminino confiante e em pé de igualdade com os melhores lançamentos de Shakira ou Beyoncé".
Genevieve Koski, do The A.V. Club, elogiou Rihanna por elevar o som genérico do álbum, escrevendo que ela "soa revigorada, oferecendo performances vocais carismáticas no material que nem sempre está a altura". Emily Mackay, para a revista NME, sentiu que as "experiências da cantora a fizeram soar mais orgânica, com um tom melhor" do que o apresentado em Rated R. Analisando o material para o Chicago Sun-Times, o jornalista Thomas Conner escreveu que "a atmosfera comemorativa dos novos e atrevidos [sons] chicletes de Rihanna é temperado com alguns dos sabores mais sombrios de Rated R". Ryan Dombal, em sua coluna na publicação online estadunidense Pitchfork Media, elogiou a obra por conter um "pop efervescente" e elogiou a barbadense por "sua atitude laissez-faire em relação à produção dos sucessos contidos em Loud, que pode resultar em movimentos muito seguros ou semi-experimentos que são surpreendentemente ótimos". Ed Power, do portal musical Hot Press, elogiou as músicas do trabalho por serem "descaradamente livres de subentendidos" e considerou os ganchos das canções "muito além de viciantes".
Em uma crítica destoante das feitas acima, Andy Kellman, do banco de dados Allmusic, achou o material da obra "impetuoso" e "desigual", e o chamou de "mais uma variedade sem foco de músicas ruins ou sólidas do que um conjunto coeso". Andy Gill, para o jornal britânico The Independent, considerou que "as faixas mais interessantes são aquelas com exigências menos obscenas à sua vulnerabilidade". Sal Cinquemani, da revista Slant, prezou o que chamou de "o sabor sutil das Índias Ocidentais com o qual Rihanna e a sua gravadora imprimiram inteligentemente" na maior parte do projeto. Embora, tenha notado algumas falhas em sua produção e tenha escrito que a cantora "sempre teve problemas para se encaixar" em um só gênero [...] e para melhor ou pior, Rihanna continua a ser eclética em Loud". Para a publicação britânica The Observer, Hugh Montgomery opinou que o trabalho, "sonoramente, é bastante normal [...] mas sua variedade [de gêneros musicais] estridente é difícil de resistir".
Em 2011, durante a 53.ª cerimônia dos Grammy Awards, "Only Girl (in the World)" ganhou como Melhor Gravação de Dance. Por sua vez, Loud foi indicado a três categorias na cerimônia realizada no ano seguinte; Álbum do Ano, Melhor Álbum Vocal Pop e Melhor Performance de Rap por "What's My Name?".

## Singles

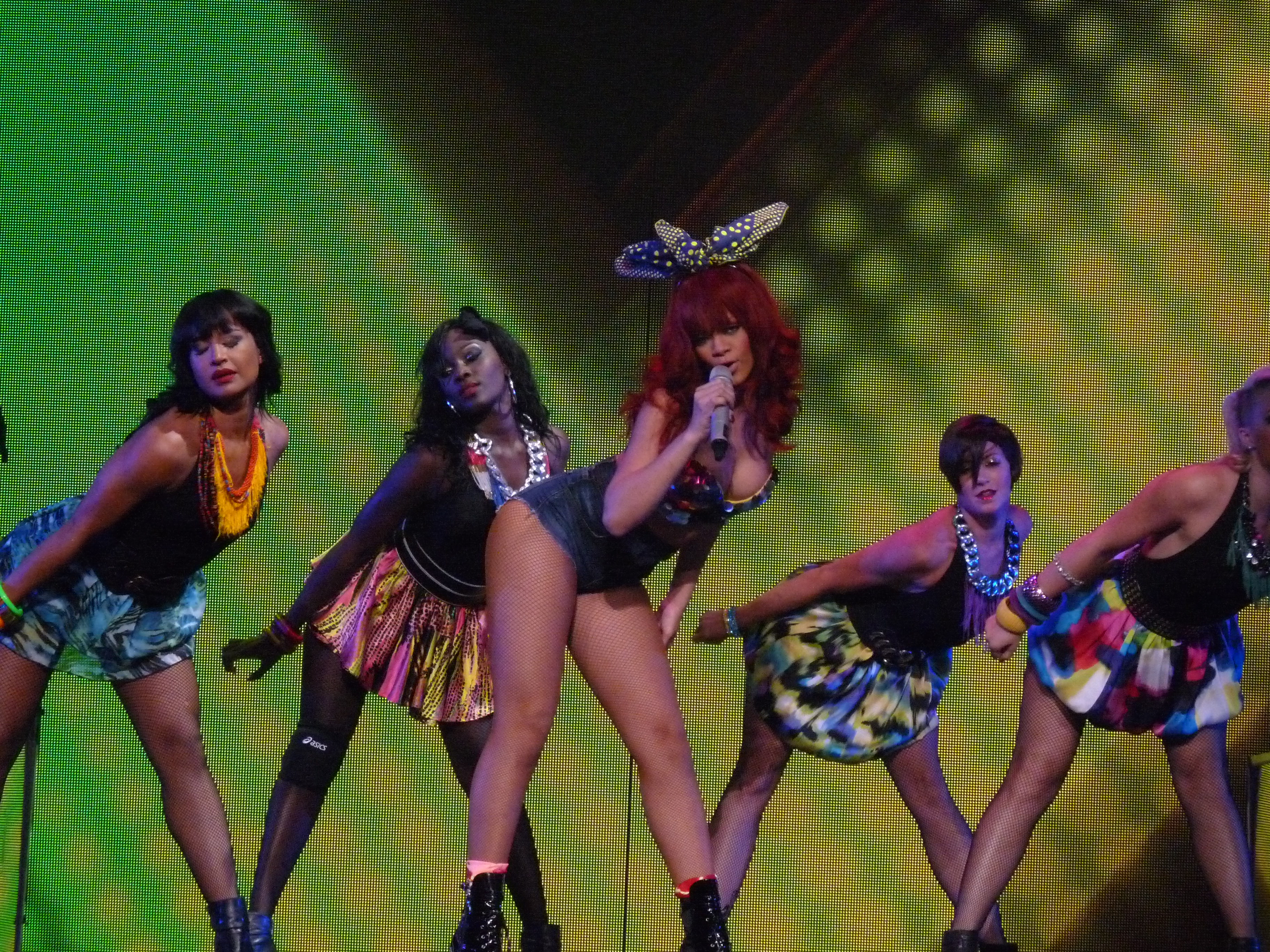
Rihanna apresentando "What's My Name?" na Loud Tour.

"Only Girl (In the World)" foi lançado como o primeiro single de Loud em 10 de setembro de 2010. A faixa recebeu análises positivas dos críticos musicais, que elogiaram a nova direção musical da artista e sua interpretação vocal, bem como a natureza dançante da obra. Comercialmente um enorme sucesso, atingiu a liderança da tabela musical Billboard Hot 100, a principal parada estadunidense, feito que também se repetiu na Austrália, Áustria, Canadá, Bélgica (Valônia), Eslováquia, Irlanda, Israel, Itália, Nova Zelândia, Noruega e Reino Unido; tornando-se um dos singles mais bem sucedidos da barbadense mundialmente. O vídeo musical da obra foi dirigido por Anthony Mandler, sendo liberado em 13 de outubro de 2010. Nele, a cantora é vista pulando e dançando entre balões coloridos, sentada em um balanço pendurado no céu, deitada em um jardim de flores e dançando na frente de uma árvore coberta de luzes tremeluzentes.
Em 26 de outubro do mesmo ano, "What's My Name?", a segunda música de trabalho do projeto, é liberada. Apresentando a participação do artista canadense Drake. Assim como o single anterior, alcançou o número um na Billboard Hot 100. "Only Girl (In the World)" ocupou o posto duas semanas depois de "What's My Name?", portanto, tornou-se a primeira vez na história que o primeiro single de um álbum alcançou a liderança após o segundo. Ele também atingiu o posto nas paradas da Hungria e do Reino Unido. O vídeo musical correspondente, dirigido por Philip Andelman e liberado em 12 de novembro de 2010, apresenta os dois intérpretes em cenas românticas gravadas em um apartamento e um supermercado, além de apresentar a cantora andando pelas ruas do bairro Lower East Side, da cidade de Nova Iorque.
O terceiro single internacional de Loud, "S&M", foi lançado em 23 de janeiro de 2011. Para promover a canção em casas noturnas, uma série de remixes notáveis foram produzidos por diversos disco-jóqueis (DJ), incluindo um com a participação da cantora americana Britney Spears, que foi lançado digitalmente em 11 de abril do mesmo ano. Comercialmente, alcançou as dez primeiras posições em vinte e quatro países — incluindo o número um na Austrália, Canadá. O mesmo feito ocorreu nos Estados Unidos, onde Rihanna assumiu a quarta posição — empatada com Janet Jackson —, entre as artistas femininas em carreira solo com mais canções que lideraram a Billboard Hot 100. Filmado em Los Angeles em 15 de janeiro, o vídeo musical da faixa foi co-dirigido pela própria intérprete em parceria com a diretora Melina Matsoukas. Seu conteúdo é, em partes, uma resposta de Rihanna aos críticos depreciativos. Ele retrata atos e fetiches sadomasoquistas. Devido a isso, foi proibido em muitos países e restrito à programação noturna da televisão em outros. No YouTube foi disponibilizado apenas para usuários registrados com idade superior à estabelecida.

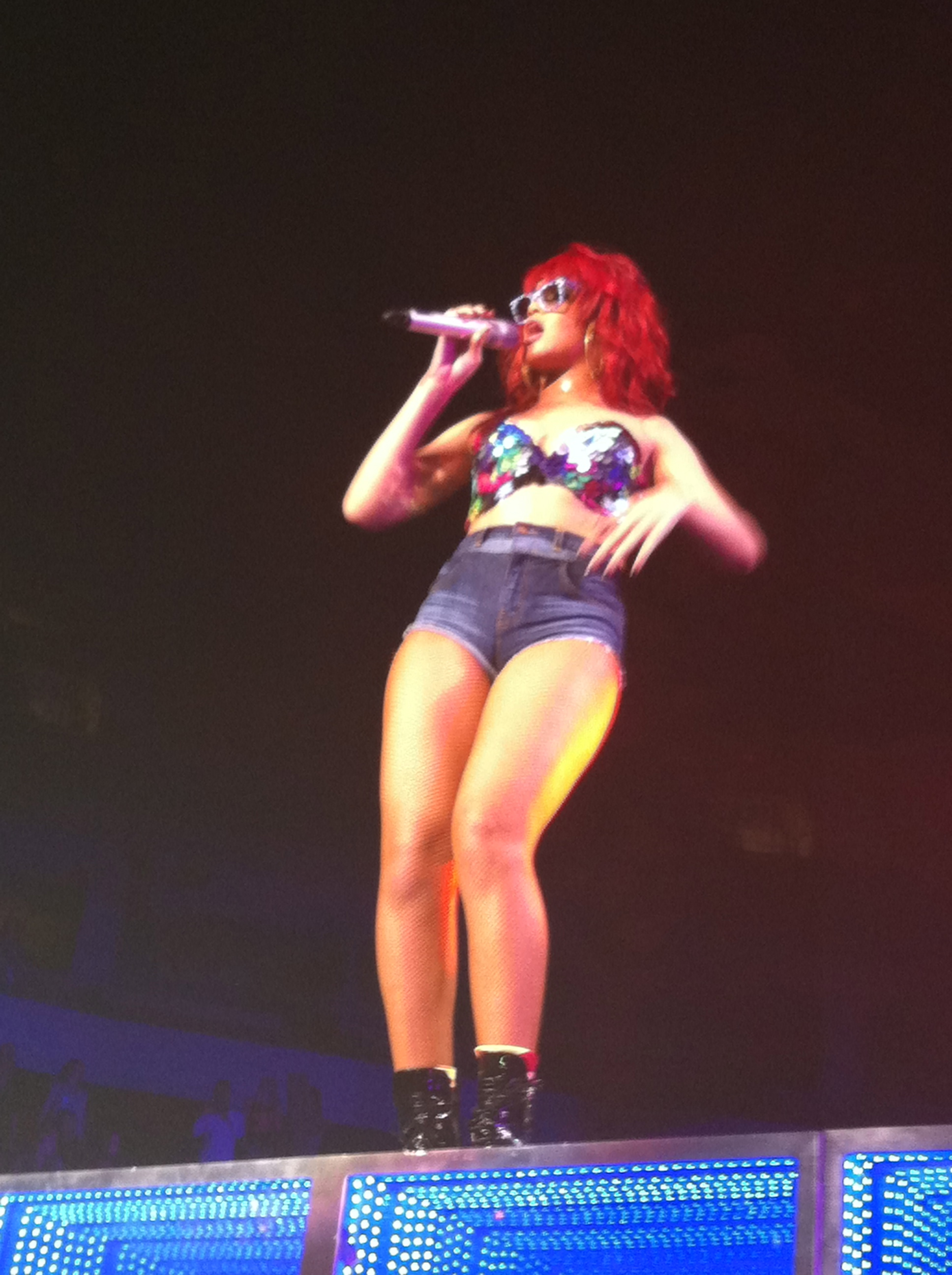
Rihanna apresentando "Cheers (Drink to That)" durante um show da Loud Tour em Vancouver, Canadá em 24 de junho de 2011.

Rihanna estreou "Man Down" em 3 de maio, como o quarto single do álbum. Devido ao lançamento simultâneo com "California King Bed", a canção teve uma repercussão moderada nas tabelas musicais, liderando a tabela musical da França, e alcançou maior notoriedade na Bélgica, Países Baixos, Noruega e Suíça, enquanto que na Billboard Hot 100 atingiu a 59.ª posição. Um vídeo musical filmado na Jamaica em abril — com direção de Anthony Mandler — foi liberado 31 de maio. A filmagem apresenta a protagonista interpretada por Rihanna atirando e matando um homem enquanto ele caminha por uma estação ferroviária movimentada, como vingança, após ter sido violentada por ele algum tempo antes. O Parents Television Council (PTC), uma organização sem fins lucrativos que defende o entretenimento responsável, criticou a artista pelo "homicídio calculado e frio" demonstrado no vídeo. O conselho discordou da atitude dela em castigar um agressor sexual tirando-lhe a vida, com a justificativa que "envia uma mensagem muito forte e subjacente. Se Chris Brown disparasse numa mulher no seu novo vídeo, e se o Black Entertainment Television o transmitisse, o mundo parava, mas como é a Rihanna ninguém diz nada". A própria estação televisiva também foi criticada por transmitir o vídeo em horário nobre.
No início de março, através do Twitter, a cantora perguntou aos fãs qual música de Loud eles gostariam que fosse lançada como a próxima música de trabalho do projeto. Os fãs foram convidados a escolher entre "Cheers (Drink To That)", "Man Down", "California King Bed" ou "Fading". A opção mais popular teria seu vídeo filmado no final de março de 2011. No dia 12 do mesmo mês, foi confirmado que os fãs escolheram "California King Bed" como próximo single da obra. No entanto, os lançamentos foram alterados e no dia 13 de maio, "California King Bed" tornou-se o quinto single de Loud. A canção se tornou a primeira balada romântica a ser trabalhada do álbum. Comercialmente, alcançou o número um na Polônia e Reino Unido, enquanto foi até o número 43 no Billboard Hot 100. Anthony Mandler dirigiu o vídeo musical da canção — que foi filmado inteiramente em um estúdio localizando em Hollywood, Los Angeles —, e se passa em uma sala ao ar livre na praia. Apresentando a intérprete e seu namorado deitados em lados opostos de uma cama.
Para encerrar a promoção do disco, "Cheers (Drink to That)" foi lançada como a última música de trabalho de Loud em 2 de agosto, alcançando o número sete na Billboard Hot 100 e a décima quinta posição no Reino Unido. Evan Rogers, com o auxílio de Ciara Pardo, dirigiram o vídeo musical da canção, liberado oficialmente através do Vevo, em 26 de agosto. Nele, Rihanna é visionada se preparando para sua apresentações em seu camarim e, em seguida, são apresentados fogos de artifício sendo lançados no céu e imagens das ruas de Barbados. Quando a música começa a tocar, a cantora revela-se com várias indumentárias que a acompanham durante a sua turnê. Outras cenas incluem a barbadense segurando uma câmera na mão, filmando pessoas e acontecimentos nos bastidores, que são incluídos no videoclipe. Avril Lavigne, Jay-Z, Kanye West e Cee Lo Green fizeram aparições especiais na obra.

### Outras músicas notáveis
A colaboração com a rapper Nicki Minaj, "Raining Men", alcançou o número 48 na parada Hot R&B/Hip-Hop Songs. Após o lançamento de Loud, "Love the Way You Lie (Parte II)", em parceria com o rapper americano Eminem, estreou e alcançou o 19 no Canadá. A música é a sequência do sucesso mundial "Love the Way You Lie", e apresenta Rihanna como vocalista principal. A faixa foi apreciada por críticos de música, que enalteceram a voz da cantora.

## Promoção

### Apresentações ao vivo

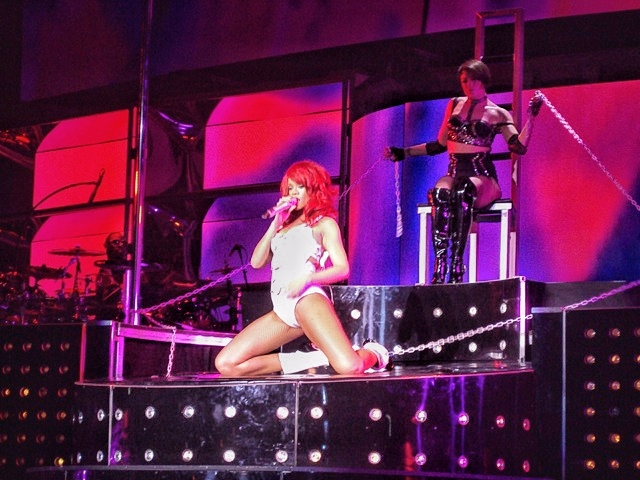
Rihanna apresentando "S&M" em Oakland, Califórnia.

Rihanna começou a promover Loud com apresentações ao vivo das músicas de trabalho em países da Europa e América do Norte. O primeiro single do projeto, "Only Girl (In the World)", foi apresentado ao vivo no Saturday Night Live em 30 de outubro de 2010; na ocasião, a cantora também divulgou "What's My Name?". No dia seguinte, ela embarcou para o Reino Unido. Lá, cantou "Only Girl" na sétima temporada do show de talentos The X Factor. A cantora também apresentou a música, na franquia italiana do programa, no dia 9 de novembro. Dois dias antes dessa apresentação, ela já havia cantado a faixa nos MTV Europe Music Awards, realizado em Madrid. "Only Girl (In The World)" também foi executado no Le Grand Journal, na França, no dia 10 e, no dia seguinte, durante sua aparição no programa britânico The Graham Norton Show. Antes do lançamento do álbum nos Estados Unidos, no dia 15, voltou a interpretar a música no MTV The Seven, ao vivo da Times Square, localizado na cidade de Nova Iorque. Apenas um dia depois, ela deu voz a "What's My Name?" mas desta vez no The Late Show with David Letterman. Em 17 de novembro, concedeu uma entrevista e apresentou a canção como parte de sua performance no Good Morning America. A cantora executou um medley contendo "Love the Way You Lie (Part II)" e "Only Girl (In The World)" durante a cerimônia dos American Music Awards, realizado no dia 21 do mesmo mês, onde recebeu o prêmio de Artista Favorita de Soul/R&B. Ela abriu o show cantando uma versão a cappella de "Love the Way You Lie (Part II)". Quando o primeiro verso da música terminou, ela caiu intencionalmente de uma árvore. Com um figurino composto por um sutiã preto e branco, com shorts, executou "What's My Name?" e "Only Girl".

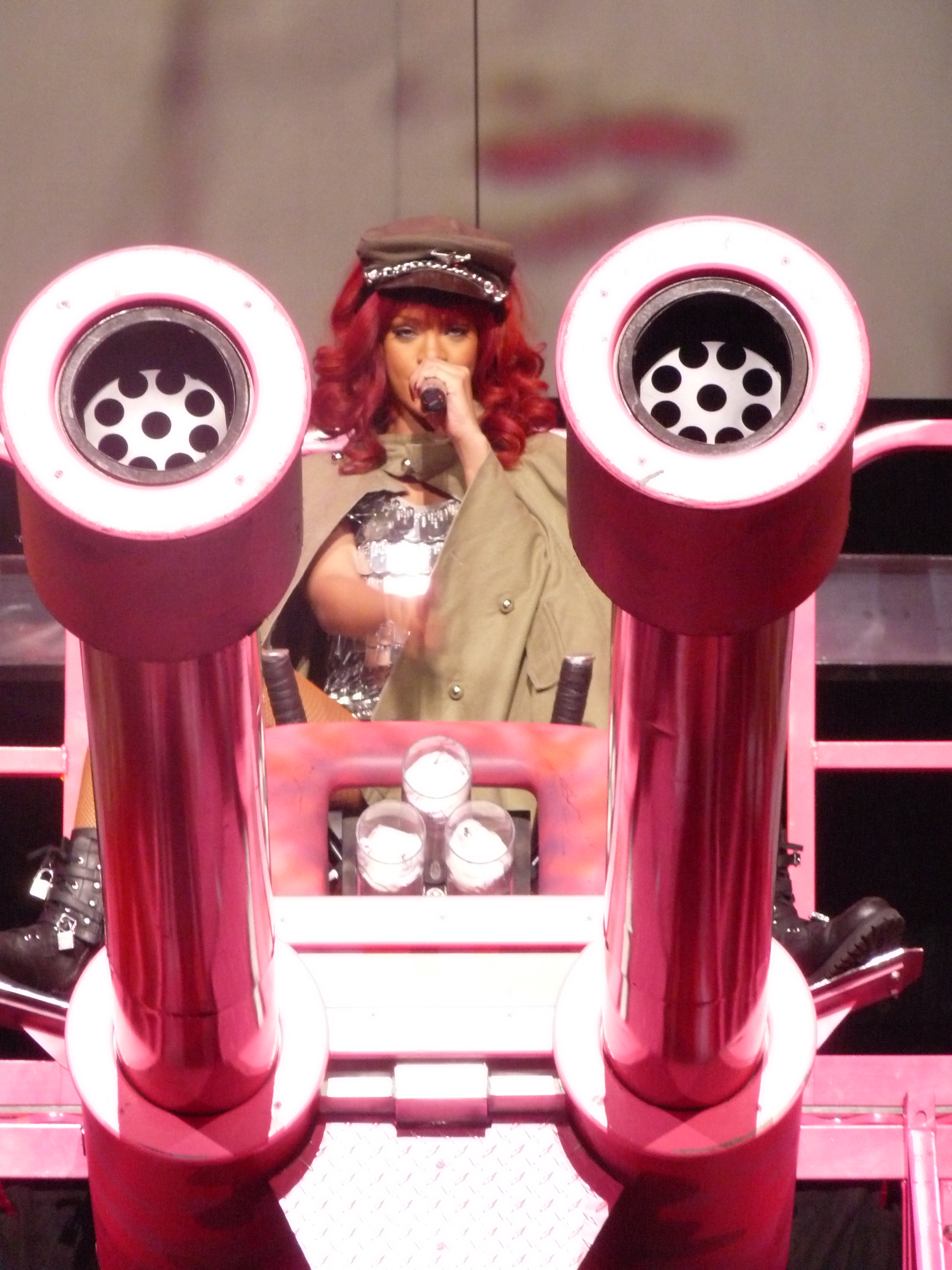
Rihanna apresentando "Hard" em Sunrise, Flórida

Em 11 de dezembro daquele ano, Rihanna foi novamente convidada para a sétima temporada do The X Factor britânico, onde deu voz a "Unfaithful" com a finalista da competição, Matt Cardle, depois disso ela apresentou-se sozinha cantando "What's My Name?". O programa foi assistido por 15 milhões de espectadores, mas gerou insatisfação em alguns deles, que desaprovaram o figurino usado por ela e seus movimentos sexualmente sugestivos. Rihanna executou a composição pela primeira vez ao lado de Drake, na cerimônia dos Grammys, realizado em 13 de fevereiro de 2011. "S&M" foi tocado pela primeira vez, durante os Brit Awards, ocorrido no dia 15 do mesmo mês; a canção fez parte de um medley com "Only Girl" e "What's My Name?". Ela deveria apresentar a versão completa de "S&M" para promover seu lançamento como single, mas foi instruída a não se exceder em sua performance pelos diretores da premiação, realizando assim um único verso da canção. Isso ocorreu porque a corporação do prêmio estava tentando evitar queixas semelhantes as ocorridas no The X Factor. No dia 20, foi convidada para cantar no NBA All-Star Game, onde apresentou um medley de várias canções do seu catálogo.
Rihanna deu voz a "California King Bed" pela primeira vez, acompanhada de Jennifer Sugarland, durante o Academy of Country Music, realizado em 3 de abril. Ela foi uma convidada especial na décima temporada do show de calouros American Idol, em 14 do mesmo mês, onde cantou a música pela segunda vez. A barbadense promoveu a canção com poucas apresentações em cidades europeias como Milão, Paris e Hamburgo, como parte de uma campanha da empresa Nivea. No dia 22, a cantora abriu o Billboard Music Awards, com o remix de "S&M" ao lado de Britney Spears, na Arena MGM, em Las Vegas. Ambas usaram correntes em uma mão e executaram movimentos de dança, além de realizarem uma briga de travesseiros. A performance atraiu reclamações por causa do seu conteúdo sexual, que alimentou ainda mais a controvérsia quando ambas beijaram a bochecha uma da outra no final, sendo interpretado pela imprensa como um beijo na boca. Rihanna também foi a NBC se apresentar no Today Show, exibido em 27 de maio, onde cantou "S&M", "Only Girl (In The World)", "What's My Name?", "California King Bed", além de conceder uma entrevista a respeito do álbum.

### Turnê

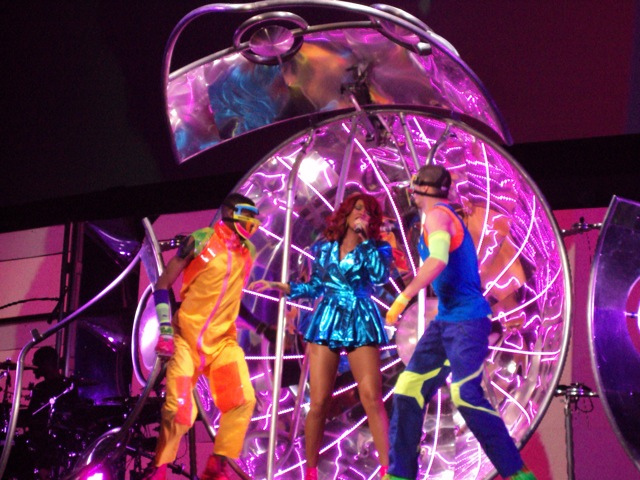
Rihanna interpretando "Only Girl (In the World)" na passagem da turnê por Oakland, Estados Unidos.

Para promover ainda mais o lançamento de Loud, Rihanna deu início a sua quarta turnê mundial, intitulada Loud Tour, em junho de 2011. O anúncio oficial da digressão ocorreu em 9 de fevereiro do mesmo ano. Seu itinerário contou com 99 apresentações, na qual 32 seriam realizadas na América do Norte, uma na América Central, quatro na América do Sul e 74 no continente europeu. Esses números aumentaram, devido à alta venda de ingressos no Reino Unido, algumas datas adicionais passaram a ser adicionadas. Rihanna se apresentou dez vezes na Arena O2 de Londres.
Ao programa American Idol, a cantora foi entrevistada por Ryan Seacrest, onde comentou a respeito da cenografia do concerto, dizendo: "Nós projetamos o palco e temos uma seção que estamos construindo, onde os fãs poderão realmente se sentir pertencentes ao show e ao palco, estando mais próximos do que antes". A etapa norte-americana da digressão foi iniciada em 4 de junho de 2011 na cidade de Baltimore, nos Estados Unidos. A princípio, J. Cole e Cee Lo Green estavam originalmente planejados para abrir todas as datas realizadas em território americano. No entanto, o último cancelou sua participação, citando conflitos de agenda. Para substituí-los, B.o.B e DJ Dummy foram recrutados para atuar como artistas de abertura nessa etapa. Os rappers Drake, Kanye West e Jay-Z foram convidados a se apresentarem ao lado da cantora em suas colaborações nas canções "What's My Name?", "Run This Town" e "Umbrella", respectivamente. Em 8 de julho, durante a passagem da turnê por Dallas, Texas, um incêndio eclodiu após Rihanna concluí a performance de "California King Bed". Por razões de segurança, o público foi evacuado do local e o show foi forçado a terminar.
Os críticos aclamaram a Loud Tour por sua vivacidade e maior calibre de qualidade quando comparada às turnês anteriores da artista. O tabloide escocês, Daily Record, em sua análise do concerto, escreveu: "A cantora barbadense fez uma performance emocionante que não decepcionou". Para o jornal Minneapolis Star Tribune, Jon Brean observou que Rihanna estava mais visual, vocal e dinâmica do que nunca. Comercialmente, foi classificado na 31.ª colocação entre as "As 100 Maiores Excursões na América do Norte" pela revista Pollstar, devido a arrecadação de 10 milhões de dólares nos primeiros dezoitos shows realizados. Segundo a mesma publicação, a Loud Tour arrecadou um valor estimado em 90 milhões de dólares com 98 concertos realizados e atraiu um público total superior a um milhão de expectadores, tornando-a a sétima turnê musical com maior bilheteria em 2011.

## Alinhamento de faixas
| Loud — Edição padrão |                                                                 | |                                                         |         |  |
| N.º                  | Título                                                          | Compositor(es) | Produtor(es)                                            | Duração |  |
| 1.                   | "S&M"                                                           | Mikkel S. Eriksen Tor Erik Hermansen Sandy Wilhelm Ester Dean                                                                                           | Stargate Sandy Vee Kuk Harrell [a] Veronika Bozeman [a] | 4:03    |  |
| 2.                   | "What's My Name?" (com a participação de Drake)                 | Eriksen Hermansen Dean Traci Hale Aubrey Graham | Stargate Harrell [a]                                    | 4:23    |  |
| 3.                   | "Cheers (Drink to That)"                                        | Andrew Harr Jermaine Jackson Stacy Barthe Laura Pergolizzi Corey Gibson Chris Ivery Robyn Fenty Lauren Christy Graham Edwards Avril Lavigne Scott Spock | The Runners Makeba Riddick [a]                          | 4:21    |  |
| 4.                   | "Fading"                                                        | Jamal Jones Dean | Polow da Don Harrell [a] Bozeman [a]                    | 3:19    |  |
| 5.                   | "Only Girl (In the World)"                                      | Crystal Johnson Eriksen Hermansen Wilhelm | Stargate Vee Harrell [a]                                | 3:55    |  |
| 6.                   | "California King Bed"                                           | Harr Jackson Priscilla Renea Alex Delicata | The Runners Harrell [a]                                 | 4:11    |  |
| 7.                   | "Man Down"                                                      | Shama Joseph Timothy Thomas Theron Thomas Shontelle Layne Fenty                                                                                         | Sham Harrell [a]                                        | 4:27    |  |
| 8.                   | "Raining Men" (com a participação de Nicki Minaj)               | Melvin Hough II Rivelino Wouter Timothy Thomas Theron Thomas Onika Maraj                                                                                | Mel & Mus Harrell [a]                                   | 3:44    |  |
| 9.                   | "Complicated"                                                   | C. "Tricky" Stewart Dean | Stewart Dean Harrell [a]                                | 4:17    |  |
| 10.                  | "Skin"                                                          | Kenneth Coby Ursula Yancy Fenty | Soundz Riddick [a] Harrell [a]                          | 5:03    |  |
| 11.                  | "Love the Way You Lie (Part II)" (com a participação de Eminem) | Alexander Grant Holly Hafermann Marshall Mathers | Alex da Kid Harrell [a]                                 | 4:56    |  |
| Duração total:       | Duração total:                                                  | Duração total: | Duração total:                                          | 46:39   |  |

| Loud — Faixa bônus disponível no Spotify |                                                   |         |  |
| N.º                                      | Título                                            | Duração |  |
| 12.                                      | "Only Girl (in the World)" (The Bimbo Jones Club) | 7:17    |  |

| Loud — Faixas bônus disponível no Japão |                                                    |         |  |
| N.º                                     | Título                                             | Duração |  |
| 12.                                     | "Only Girl (in the World)" (The Bimbo Jones Radio) | 3:53    |  |
| 13.                                     | "Only Girl (in the World)" (CCW Radio Mix)         | 3:44    |  |

| Loud — Faixas bônus disponível no iTunes Store |                                                                                       |         |  |
| N.º                                            | Título                                                                                | Duração |  |
| 12.                                            | "Love the Way You Lie (Part II)" (Versão em Piano)                                    | 4:09    |  |
| 13.                                            | "Only Girl (in the World)" (Vídeo Musical)                                            | 4:15    |  |
| 14.                                            | "Only Girl (in the World)" (Mixin Marc & Tony Svejda Mix Show Edit) (Pre-order only)) | 6:25    |  |

| Loud — Faixas bônus disponível no Amazon |                                                |         |  |
| N.º                                      | Título                                         | Duração |  |
| 12.                                      | "Only Girl (in the World)" (CCW Mix Show Edit) | 5:55    |  |
| 13.                                      | "Only Girl (in the World)" (Vídeo Musical)     | 4:15    |  |

| Loud — Faixas bônus disponível na edição deluxe em DVD | |         |  |
| N.º                                                    | Título | Duração |  |
| 1.                                                     | "The Making of Loud: Chapter 1"                                                                                     | 0:48    |  |
| 2.                                                     | "The Making of Loud: Chapter 2 – Raining Men Recording Session"                                                     | 1:32    |  |
| 3.                                                     | "The Making of Loud: Chapter 3 – Man Down Recording Session"                                                        | 1:40    |  |
| 4.                                                     | "The Making of Loud: Chapter 4"                                                                                     | 0:30    |  |
| 5.                                                     | "The Making of Loud: Chapter 5 – Live in NYC – Madison Square Garden"                                               | 7:00    |  |
| 6.                                                     | "The Making of Loud: Chapter 6 – Reb'l Fleur Photo Shoot"                                                           | 3:30    |  |
| 7.                                                     | "The Making of Loud: Chapter 7 – Loud Album Art Photo Shoot"                                                        | 1:52    |  |
| 8.                                                     | "The Making of Loud: Chapter 8 – Day One"                                                                           | 3:39    |  |
| 9.                                                     | "The Making of Loud: Chapter 9 – Day Two"                                                                           | 2:48    |  |
| 10.                                                    | "The Making of Loud: Chapter 10 – Credits" (incluindo os bastidores do vídeo musical de "Only Girl (In the World)") | 3:05    |  |

Notas
- ↑a  representa um produtor vocal
- "Cheers (Drink to That)" contém amostras de "I'm with You" (2002), gravado por Avril Lavigne e escrito por ela, Scott Spock, Graham Edwards e Lauren Christy.[38]

## Créditos e pessoal
Lista-se abaixo os profissionais envolvidos na elaboração de Loud, de acordo com o banco de dados Allmusic.
Músicos
| - Rihanna – vocais, direção de arte, direção criativa, design, produção executiva - Stacy Barthe – vocal de apoio (faixa 3) - Nuno Bettencourt – guitarra (faixa 10) - Alex Delicata – guitarra elétrica e acústica (faixa 6) - Drake – vocais (faixa 2) - Eminem – vocais (faixa 11) - Eric England – baixo (faixa 6) | - Mikkel S. Eriksen –instrumentação (faixas 1, 2, 5) - Tor Erik Hermansen – instrumentação (faixas 1, 2, 5) - Cristyle Johnson – vocal de apoio (faixa 5) - Nicki Minaj – vocais (faixa 8) - Priscilla Renea – vocal de apoio (faixa 6) - Theron Thomas – vocal de apoio (faixa 8) - Sandy Vee – instrumenção (faixas 1, 5) |

Produção
- Camilla Akrans – fotografia
- Veronika Bozeman – produção vocal (faixas 1, 4)
- Leesa D. Brunson – A&R
- Noel Cadastre –assistente de engenharia vocal para Drake (faixa 2)
- Bobby Campbell – assistente de engenharia vocal para Drake (faixas 1, 2, 7, 9-11), assistente de mixagem (faixa 3)
- Ariel Chobaz – engenharia vocal (faixa 8)
- Cary Clark – engenharia de som (faixa 7)
- Corey Shoemaker – engenharia de som (faixa 4)
- Carol Corless – produção de embalagem
- Karin Darnell – maquiagem
- Ester Dean – produção (faixa 9), vocais de apoio (faixas 1, 2, 4)
- Mikkel S. Eriksen – produção e engenharia de som (faixas 1, 2, 5)
- Jesus Garnica – assistente de mixagem (faixas 8-10)
- Chris Gehringer – masterização
- Brad Palmer – design, direção de vídeo
- Brian Palmer – direção de vídeo, produção de vídeo
- Josh Gudwin – engenharia vocal (faixas 1, 2, 4-11)
- Mariel Haenn – cabeleireiro
- Alex Haldi – direção de arte, design
- Inaam Haq – assistente de engenharia vocal (faixas 3, 5)
- Kuk Harrell – assistente de engenharia vocal (faixas 1, 2, 4-11)
- Koby Hass – assistente de engenharia vocal (faixa 8)
- Tor Erik Hermansen – produção (faixas 1, 2, 5)
- Jaycen Joshua – mixagem (faixas 8-10)
- Brandon Joner – assistente de engenharia vocal para Drake (faixa 2)
- Terese Joseph – A&R
- JP Robinson – direção de arte, design
- Rob Katz – assistente de engenharia vocal (faixa 10)
- Alex da Kid – produção e engenharia de som (faixa 11)
- Karen Kwak – A&R
- Damien Lewis – direção de arte, direção criativa, design (faixas 1, 2, 4-6)
- Dane Liska – assistente de engenharia vocal (faixas 3, 5)
- Erik Madrid – assistente de mixagem (faixas 7, 11)
- Deborah Mannis-Gardner – clareamento de amostras
- Scott Marcus – A&R
- Manny Marroquin – mixagem (faixas 7, 11)
- Dana Nielsen – engenharia de som (faixa 8)
- Ben O'Neill – assistente de engenharia (faixa 3)
- Ciarra Pardo – direção de arte, direção criativa, design
- Christian Plata – assistente de mixagem (faixas 7, 11)
- Polow da Don – produção (faixa 4)
- Antonio "L.A." Reid – produção executiva
- Antonio Resendiz – assistente de engenharia vocal (faixa 3)
- Makeba Riddick – produção vocal (faixas 3, 10)
- Evan Rogers – produção executiva
- Chad "C Note" Roper – engenharia de som (faixa 10)
- The Runners – produção (faixas 3, 6)
- Brad Shea – assistente de engenharia vocal (faixas 3, 5)
- Noah "40" Shebib – assistente de engenharia vocal para Drake (faixa 2)
- Ursula Stephen – cabeleireira
- Jay Stevenson – engenharia de som (faixa 4)
- Christopher "Tricky" Stewart – produção (faixa 9)
- Mike Strange – assistente de engenharia vocal para Emimem (faixa 11)
- Carl Sturken – produção executiva
- Phil Tan – mixagem (faixas 1, 2, 4-6)
- Bu Thiam – A&R
- Brian "B-Luv" Thomas – engenharia de som (faixa 9)
- Marcos Tovar – engenharia vocal (todas as faixas), mixagem (faixa 3)
- Sandy Vee – produção e mixagem (faixas 1, 5), engenharia (faixas 1, 4, 5)
- Jeff "Supa Jeff" Villanueva – engenharia de som (faixas 3, 6)
- Miles Walker – engenharia de som (faixas 1, 2, 5)
- Kyle White – engenharia de som (faixa 6)
- Andrew Wuepper – engenharia de som (faixa 9)
- Robert Zangardi – cabeleireiro

## Desempenho comercial
Loud estreou no terceiro lugar da Billboard 200, vendendo 207 mil unidades na primeira semana. Esse valor foi o maior já conquistado por um álbum de Rihanna em uma semana de lançamento naquele país até então. Também debutou na posição máxima da tabela de álbuns de R&B/Hip-Hop. Na segunda atualização, caiu para o número seis na Billboard 200, comercializando 141 exemplares. Em sua 13ª semana retornou ao número três da tabela, com vendas de 72 mil cópias. Em 3 de julho de 2011, figurou na 11ª colocação na lista dos álbuns mais comprados no primeiro semestre de 2011 no país, somando mais de 598 mil cópias distribuídas entre 1 de janeiro a 3 de julho daquele ano. Foi classificado como o nono álbum com melhor desempenho daquele ano na Billboard 200. Mais tarde, a Recording Industry Association of America (RIAA), concedeu-lhe cinco certificados de platina, reconhecendo vendas equivalentes de 5 milhões de unidades. Fora dos Estados Unidos também foi um sucesso comercial. Estreou no ápice da tabela canadense de álbuns, com 27 mil exemplares comercializados em sua primeira semana. Ao todo, vendeu mais de 80 mil unidades nessa nação, alcançando o status de platina em dezembro de 2010. Até 8 de setembro de 2011, suas vendas já haviam ultrapassado a marca de 240 mil cópias no Canadá. Na América Latina também obteve algum prestígio comercial, alcançando a posição de número dezessete no México em 12 de novembro de 2011, e um certificado de platina no Brasil, pela certificadora oficial do país, pelas vendas de 40 mil réplicas.
Na Europa continental, Loud foi um grande sucesso. A International Federation of the Phonographic Industry (IFPI) atribuiu-lhe o certificado de platina pelas vendas excedentes a 3 milhões de exemplares no continente. Em território francês, estreou no terceiro posto, com vendas de 17 mil cópias na primeira semana. Na Irlanda culminou na tabela de álbuns publicada pela Irish Recorded Music Association, sendo emitida cinco certificações de platina após vender setenta mil cópias por lá. O conjunto também conquistou a liderança na Noruega e na Suíça, onde tornou-se o terceiro disco consecutivo da barbadense a chegar ao ápice no país. Ainda alcançou o segundo posto na Alemanha, Bélgica e Dinamarca. Em território britânico, Loud estreou no número dois, sendo comercializado 90 mil vezes na semana de liberação. Em sua quinta atualização já acomulava mais de 366 mil réplicas vendidas, fato que tornou-o o primeiro álbum da carreira de Rihanna a tornar-se legível a certificação de platina no Reino Unido com apenas um mês de lançado. Chegou ao número um em sua sétima semana na parada, dando a barbadiana seu segundo álbum nessa posição. Após sua sétima edição no gráfico, tornou-se o quarto disco mais bem sucedido de 2010 na região. Vendeu 1 milhão e 800 mil exemplares até 4 de setembro de 2011. Mais tarde, recebeu seis certificações de platina pela British Phonographic Industry (BPI), por ter sido comercializado mais de um milhão de vezes no Reino Unido. Tornou-se o álbum do gênero R&B que mais vendeu em 2011 e, no ano seguinte, tornou-se o quinto disco de todos os tempos mais comprado por intermédio digital. Até março de 2015, já havia alcançado a 45.ª posição entre os álbuns mais comprados do 3.º milênio em solo britânico. No total, mais de 8 milhões de unidades de Loud já foram comercializadas em todo o mundo.
| País — Tabela musical (2010—11)     | Posição de pico |
| ----------------------------------- | --------------- |
| Alemanha (GfK Entertainment Charts) | 2               |
| Austrália (ARIA Charts)             | 1               |
| Áustria (Ö3 Austria Top 40)         | 3               |
| Bélgica (Ultratop 50 de Flandres)   | 3               |
| Bélgica (Ultratop 40 de Valônia)    | 2               |
| Canadá (Canadian Albums Chart)      | 1               |
| Dinamarca (Hitlisten)               | 2               |
| Espanha (PROMUSICAE)                | 6               |
| Estados Unidos (Billboard 200)      | 3               |
| Estados Unidos (R&B/Hip-Hop Albums) | 1               |
| Europa (Top 100 Albums)             | 1               |
| Finlândia (IFPI Finlândia)          | 7               |
| França (SNEP)                       | 3               |
| Grécia (IFPI Grécia)                | 10              |
| Hungria (MAHASZ)                    | 6               |
| Irlanda (IRMA)                      | 1               |
| Itália (FIMI)                       | 11              |
| Japão (Oricon)                      | 5               |
| México (AMPROFON)                   | 17              |
| Noruega (VG-lista)                  | 1               |
| Nova Zelândia (Recorded Music NZ)   | 4               |
| Países Baixos (MegaCharts)          | 6               |
| Polônia (ZPAV)                      | 4               |
| Portugal (AFP)                      | 11              |
| Reino Unido (UK Albums Chart)       | 1               |
| Reino Unido (UK R&B Chart)          | 1               |
| Suécia (Sverigetopplistan)          | 15              |
| Suíça (Schweizer Hitparade)         | 1               |

| País — Tabela musical (2010—19) | Posição |
| ------------------------------- | ------- |
| Austrália (ARIA Charts)         | 45      |
| Estados Unidos (Billboard 200)  | 101     |
| Reino Unido (UK Albums Chart)   | 11      |

| País — Tabela musical (2010)        | Posição |
| ----------------------------------- | ------- |
| Alemanha (GfK Entertainment Charts) | 39      |
| Austrália (ARIA Charts)             | 23      |
| Áustria (Ö3 Austria Top 40)         | 72      |
| Bélgica (Ultratop 50 de Flandres)   | 64      |
| França (SNEP)                       | 33      |
| Hungria (MAHASZ)                    | 62      |
| Irlanda (IRMA)                      | 5       |
| Países Baixos (MegaCharts)          | 83      |
| Polônia (ZPAV)                      | 36      |
| Reino Unido (UK Albums Chart)       | 4       |
| Rússia (2M)                         | 51      |
| Suíça (Schweizer Hitparade)         | 21      |

| Tabela musical (2011)               | Posição |
| ----------------------------------- | ------- |
| Alemanha (GfK Entertainment Charts) | 32      |
| Austrália (ARIA Charts)             | 13      |
| Áustria (Ö3 Austria Top 40)         | 33      |
| Canadá (Canadian Albums Chart)      | 2       |
| Dinamarca (Hitlisten)               | 22      |
| Espanha (PROMUSICAE)                | 34      |
| Estados Unidos (Billboard 200)      | 9       |
| Estados Unidos (R&B/Hip-Hop Albums) | 3       |
| França (SNEP)                       | 13      |
| Japão (Oricon)                      | 64      |
| Hungria (MAHASZ)                    | 37      |
| Mundo (IFPI)                        | 8       |
| Nova Zelândia (RMNZ)                | 19      |
| Países Baixos (MegaCharts)          | 31      |
| Polônia (ZPAV)                      | 64      |
| Reino Unido (UK Albums Chart)       | 6       |
| Suécia (Sverigetopplistan)          | 39      |
| Suíça (Schweizer Hitparade)         | 6       |

| Região | Certificação | Vendas     |
| --- | ------------ | ---------- |
| Alemanha (BVMI) | 3× Ouro      | 200 000‡   |
| Austrália (ARIA) | 4× Platina   | 280 000^   |
| Áustria (IFPI Áustria) | Ouro         | 10 000*    |
| Bélgica (BEA) | Platina      | 30 000*    |
| Brasil (Pro-Música Brasil) | Platina      | 40 000*    |
| Canadá (Music Canada) | 3× Platina   | 240 000^   |
| Dinamarca (IFPI Dinamarca) | 4× Platina   | 80 000‡    |
| Espanha (PROMUSICAE) | Ouro         | 30 000^    |
| Estados Unidos (RIAA) | 5× Platina   | 5 000 000‡ |
| Irlanda (IRMA) | 5× Platina   | 75,000^    |
| Itália (FIMI) | Platina      | 60 000*    |
| Japão (RIAJ) | Ouro         | 100 000^   |
| Nova Zelândia (RIANZ) | 5× Platina   | 75 000‡    |
| Polônia (ZPAV) | 3× Platina   | 60 000*    |
| Portugal (AFP) | Ouro         | 10 000^    |
| Reino Unido (BPI) | 7× Platina   | 2 100 000‡ |
| Rússia (2M) | Ouro         | 5 000*     |
| Suécia (GLF) | 2× Platina   | 80 000^    |
| Suíça (IFPI Suíça) | Platina      | 60 000^    |
| Resumos |              |            |
| Europa (IFPI) | 3× Platina   | 3 000 000* |
| Oriente Médio (IFPI Oriente Médio) | Ouro         | 3 000^     |
| Mundo | —            | 8,000,000  |
| *números de vendas baseados somente na certificação ^distribuições baseadas apenas na certificação ‡vendas+valores de streaming baseados somente na certificação |              |            |

## Histórico de lançamento
| Regoão         | Data                   | Formato                      | Edição                                  | Gravadora          |
| -------------- | ---------------------- | ---------------------------- | --------------------------------------- | ------------------ |
| Austrália      | 12 de novembro de 2010 | CD, CD+DVD                   | Padrão, Edição de Luxo                  | Universal Music    |
| Alemanha       | 12 de novembro de 2010 | CD, CD+DVD                   | Padrão, Edição de Luxo                  | Universal Music    |
| Tailândia      | 12 de novembro de 2010 | Padrão                       | CD                                      | Universal Music    |
| Europa         | 12 de novembro de 2010 | Padrão                       | CD                                      | Universal Music    |
| França         | 15 de novembro de 2010 | CD, CD+DVD                   | Padrão, de luxo                         | Universal Music    |
| Nova Zelândia  | 15 de novembro de 2010 | CD, CD+DVD                   | Padrão, de luxo                         | Universal Music    |
| Portugal       | 15 de novembro de 2010 | CD, CD+DVD                   | Padrão, de luxo                         | Universal Music    |
| Filipinas      | 15 de novembro de 2010 | CD, CD+DVD                   | Padrão, de luxo                         | MCA Music Phils.   |
| Reino Unido    | 15 de novembro de 2010 | CD                           | Padrão                                  | Mercury Records    |
| México         | 16 de novembro de 2010 | CD                           | Padrão                                  | Universal Music    |
| Estados Unidos | 16 de novembro de 2010 | CD, CD+DVD, download digital | Padrão, de luxo                         | Def Jam Recordings |
| Estados Unidos | 16 de novembro de 2010 | CD+DVD                       | Edição de Luxo (Edição de alta costura) | Def Jam Recordings |
| Polônia        | 19 de novembro de 2010 | CD                           | Padrão                                  | Universal Music    |
| Brasil         | 30 de novembro de 2010 | CD                           | Padrão                                  | Universal Music    |
| Indonésia      | 2 de dezembro de 2010  | CD                           | Padrão                                  | Universal Music    |
| Japão          | 19 de janeiro de 2011  | CD                           | Padrão                                  | Universal Music    |
| Mundo          | 7 de abril de 2017     | Disco de vinil               | Padrão, de luxo                         | Def Jam Recordings |